# Atomosia coxalis
Atomosia coxalis là một loài ruồi trong họ Asilidae. Atomosia coxalis được Curran miêu tả năm 1930. Loài này phân bố ở vùng Tân nhiệt đới.